# قرفصاوات
القرفصاوات (الاسم العلمي:Serraninae) هي أسرة من الأسماك تتبع الفصيلة القرفصية من رتبة الفرخيات.

## أجناس القرفصاوات
- القرفص
- القريفص
- هامور الصخر
- الفيروخ